# Alfa Romeo 911AF
L'Alfa Romeo 911 AF est un trolleybus fixe ou articulé produit par le constructeur italien Alfa Romeo de 1959 à 1960. Il est dérivé du modèle 910AF.
Ce modèle n'a été commandé que par les sociétés de transport publics (ATM) des villes de Milan et de Naples. Ces véhicules sont restés en service régulier à 1980.
Comme souvent, ces modèles produits en Italie et mis en service dans les compagnies municipales de transport ont été vendus à l'étranger après la crise qu'a connue ce système de transport en Italie à la fin des années 1970 qui a conduit au démantèlement des réseaux d'alimentation électrique aériens, à la radiation de ces véhicules et à leur remplacement par des autobus urbains traditionnels. 

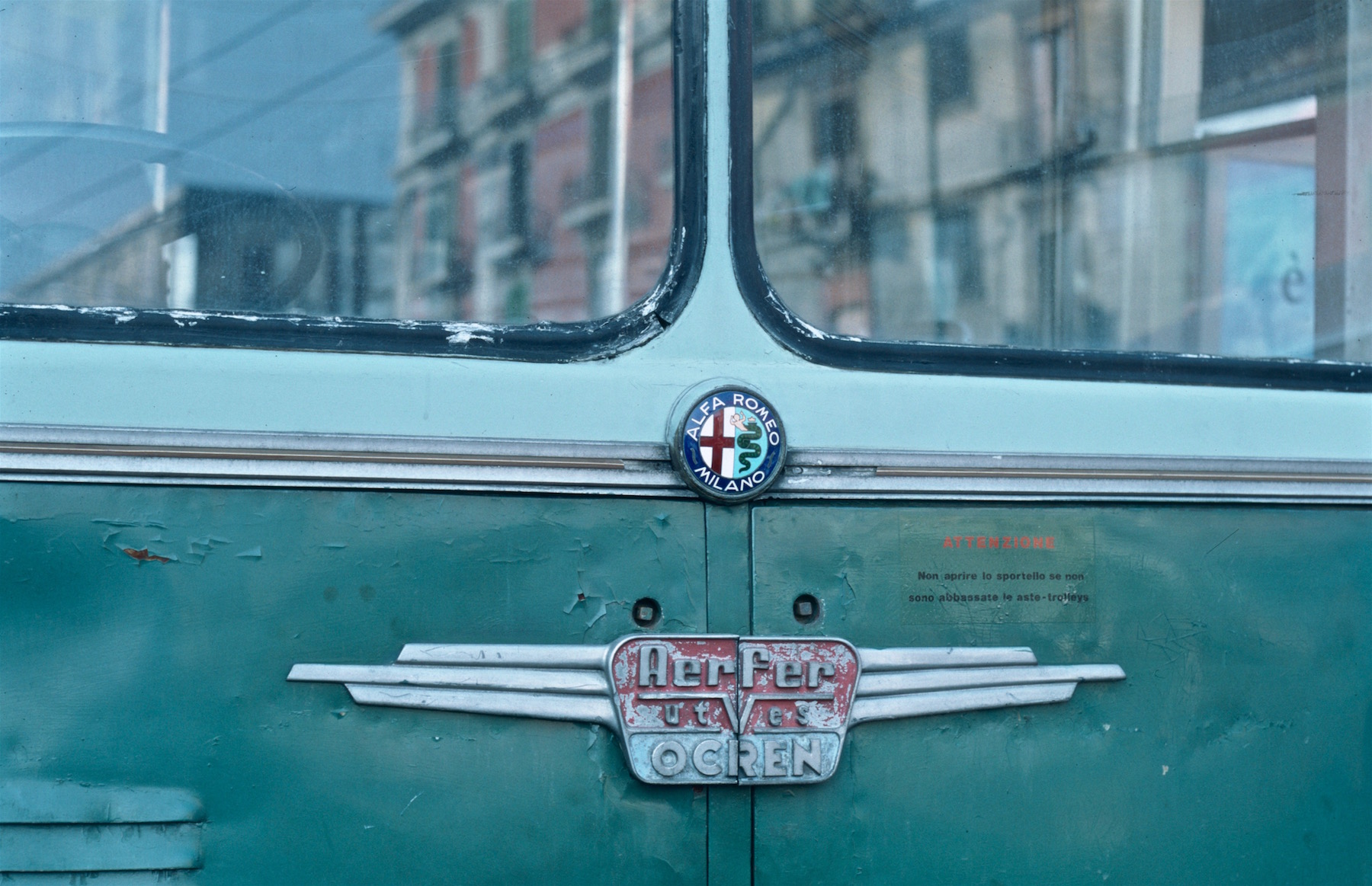
Détail de la calandre d'un AR 911AF de l'AMN Naples

## Construction
Comme pour tous les constructeurs à l'époque, un trolleybus est l'assemblage d'un châssis fabriqué par un constructeur, comme Alfa Romeo et un moteur électrique, choisi par le client, en tenant compte de la puissance mais qui devait surtout être compatible avec le système d'alimentation du réseau de la ville. La carrosserie était commandée par l'utilisateur à une société spécialisée et réalisée en fonction des besoins et utilisations spécifiques de la compagnie municipale de transport, les ATM en Italie, entreprises municipales de transport. À l'époque, personne ne parlait de standardisation ni d'uniformisation ou de compatibilité entre les véhicules des différentes marques.
L'Alfa Romeo 911AF était disponible en 2 versions :
- véhicule seul d'une longueur de 11,0 mètres à 2 essieux, 23 exemplaires commandés par l'ANM le réseau qui gère le réseau des Trolleybus de Naples, qui ont reçu une carrosserie Aerfer en 1959 et 1960,
- véhicule articulé d'une longueur de 17,80 mètres comportant 3 essieux, 5 exemplaires commandés par l'ATM de Milan qui gère le réseau des Trolleybus de Milan qui ont reçu une carrosserie Stanga en 1960.

## Caractéristiques techniques
Les moteurs électriques, montés en couple, sont des Tecnomasio GLM 1304c pour les trolleybus articulés de 11 mètres milanais et OCREN L336/C pour ceux de 11 mètres de Naples.
Le poste de conduite était normalement à droite, conformément au code de la route Italien de l'époque.
Il semble que l'ATM Milan ait connu des soucis de fonctionnement liés à la structure pas suffisamment rigide du châssis. C'est ce qui expliquerait que seuls 5 exemplaires de cette version aient été produits. D'autres sources mentionnent le surcoût de la version articulée qui n'en justifiait pas l'achat.